# طريخم
طريخم قرية سوريّة تتبع إداريّاً لمحافظة حلب منطقة جرابلس ناحية مركز جرابلس، بلغ تعداد سكانها 488 نسمة حسب التعداد السكاني لعام 2004.